# Aleksander Małecki
Aleksander Małecki   (Zarubyntsi, 4 de setembre de 1901 - Hongria, setembre 1939) fou un tirador d'esgrima polonès que va competir durant la dècada de 1920.
Especialista en el sabre, el 1928 va prendre part al Jocs Olímpics d'Amsterdam, on va guanyar la medalla de bronze en la prova del sabre per equips del programa d'esgrima.
El 1918 formà part dels joves defensors polonesos de Lwów, i més tard es va unir a l'Exèrcit polonès. Es va graduar a l'Acadèmia de Belles Arts de Cracòvia. Va lluitar en la Campanya de Polònia de la Segona Guerra Mundial, moment en què se li perd la pista. Es creu que va morir mentre intentava fugir a Hongria.